# Jean Balde
Pour les articles homonymes, voir Balde et Alleman.

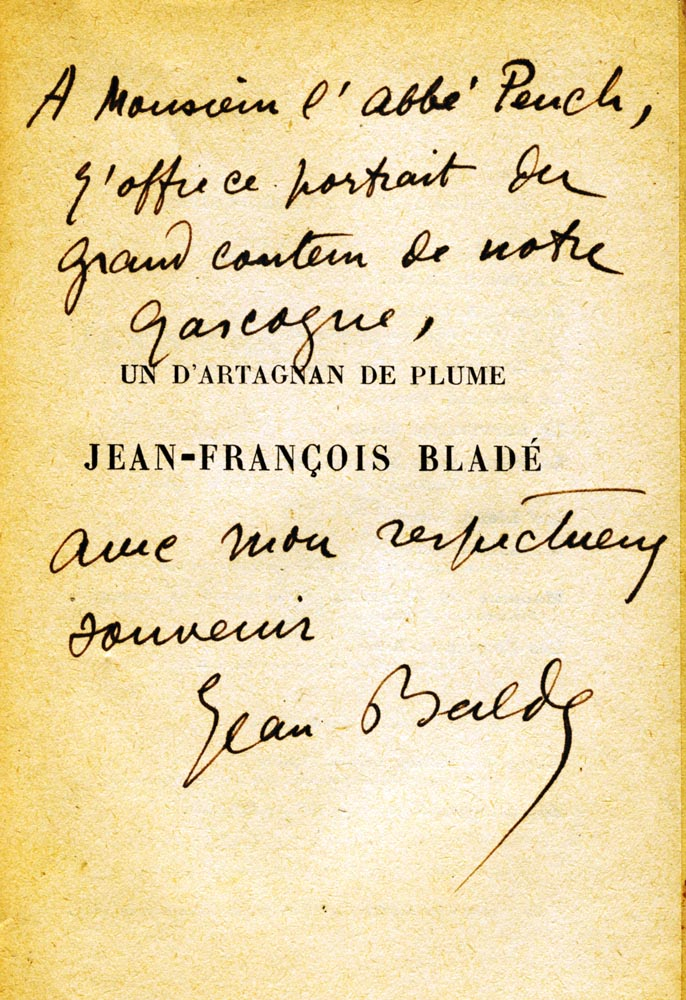
Dédicace autographe de Jean Balde

Jean Balde est le nom de plume de Jeanne Marie Bernarde Alleman (14 mars 1885 à Bordeaux - 4 mai 1938 à Latresne).

## Biographie

### Enfance
Jeanne naît dans la demeure bordelaise de ses parents, alors au 2 place de la Bourse à Bordeaux. Elle est la fille de François Lausus Alleman (1859-1929), négociant (bouchons), et Isabelle-Jeanne-Marie Holagray (1860-1888), qui possèdent une propriété avec un vignoble, Le Casin, à Latresne. Par sa mère elle est la petite-fille d'Hippolyte Holagray (1821-1887) et de Gabrielle Bladé (1834-1904), sœur du folkloriste de la Gascogne, Jean-François Bladé, historien et collecteur de contes gascons, dont elle est la petite-nièce. C'est en hommage à son grand-oncle qu'elle choisit le pseudonyme de Jean Balde. Elle est la sœur de l'architecte Jacques Alleman (1882-1945).

### Formation et amitiés littéraires
Son enfance est marquée par la terrible crise du phylloxera. Jeanne suit les cours d'histoire de Camille Jullian et les cours de littérature française de Fortunat Strowsky. En 1903, elle est engagée comme assistante, puis professeur de lettres, dans l'institution où elle a fait ses études, le Cours Ruello. Elle y enseigne 14 ans et a comme élève Jeanne Lafon, qui deviendra la femme de François Mauriac. Jeanne Lafon et François Mauriac se sont rencontrés chez Jeanne, dans la maison familiale du Casin. Elle est d’ailleurs la marraine de Luce, le troisième enfant des Mauriac. Elle noue des liens avec le milieu littéraire de Bordeaux, notamment avec des connaissances de François Mauriac comme Jean de La Ville de Mirmont, Martial Piéchaud, André Lafon, Georges Pancol. Elle reçoit à Bordeaux des amis tels que Louis Emié, Jacques Rivière et Jean Cocteau. C’est aussi une amie proche de Francis Jammes (dédicataire de l’Arène brûlante) avec qui elle entretient durant une grande partie de sa vie une correspondance. Après s'être installée à Paris en 1923, elle dirige une collection de livres "Les Cahiers féminins". Elle donne des conférences dans le Sud-Ouest, à Mont-de-Marsan, à Dax, à Niort sur des thèmes comme la peinture de Bordeaux, du Béarn et du Pays basque avec le travail de son ami Francis Jammes. À partir de 1931, elle donne des conférences sur le roman français aux Pays-Bas, en Angleterre et à Alger. Parallèlement, elle devient la secrétaire de Jean-Jacques Brousson, journaliste à la Dépêche du Midi, et, dès lors, elle se consacre exclusivement à l'écriture.

### Ses inspirations
Jean Balde grandit dans la maison place de la Bourse à Bordeaux (qu'elle évoque dans La Maison au Bord du Fleuve, souvenirs bordelais), de ses grands-parents maternels les Holagray. Sa famille paternelle, les Alleman, possède la maison du Casin, aujourd'hui disparue, à Latresne, où elle passe une grande partie de son enfance. Elle décrit cette maison comme étant dotée d'un "toit fatigué et envahi de usse dans des arbustes désordonnés". Jean Balde passe de nombreuses vacances à Saint-Côme, aux environs de Bazas, dans la maison de campagne de ses parents, la maison noble « La Vialle » qu'elle met en scène dans Reine d'Arbieux sous le nom du « Castel de la Renardière ». On retrouve également cette maison dans La Maison au Bord du Fleuve, souvenirs bordelais. Cette maison, construite en 1568, possède le label de la Fondation du Patrimoine. Ses nombreux voyages, à l'occasion de ses conférences, sont également une source d'inspiration pour ses écrits. La beauté de la ville d'Alger l'émerveille et elle retranscrit ce qu'elle ressent à ce moment dans son dernier roman Le Pylône et la Maison : "Oublier, subir, savourer en silence les biens naturels. La beauté du monde ne pouvait-elle consoler de tout ?".

### Vie privée
En juillet 1912, Jeanne se fiance au poète André Lafon (sans lien de parenté avec Jeanne Lafon, future épouse de François Mauriac), un ami très proche de François Mauriac (qui écrira plus tard sa biographie, Un adolescent d'autrefois, 1969). Mais André Lafon rompt ses fiançailles subitement en octobre lors d’une de ses crises mystiques. En 1914, Jeanne est infirmière à l’École de santé navale et André Lafon, d'abord réformé pour santé fragile, s’engage lui aussi comme infirmier. Il contracte la scarlatine et meurt à l'hôpital militaire Saint-Nicolas de Bordeaux le 5 mai 1915. Jeanne, profondément touchée par la perte de son ancien fiancé et par la mort de ses amis à la guerre, se réfugie dans l'écriture. Ainsi, dans Mausolée, heures de guerre de novembre 1915'', elle rend hommage à ses amis :
"Toi, mon ami si cher, tu partis, tu fus pris
Sur ton lit d'hôpital par la passante obscure
Sans que nul vît son ombre accabler ta figure.".
Attristée et fatiguée de cette époque troublée par les conflits armés, elle publie de nombreux romans nostalgiques d'un monde rural et bourgeois qui disparaît inexorablement (Reine d'Arbieux, couronné par l'Académie française, paraît en 1928). L'annonce du décès de son père en 1929 la bouleverse : "Cette maison de La Tresne où j'ai eu si chaud au cœur, où je revenais avec une indicible joie, me glace aujourd'hui comme un cimetière. Hélas ! c'était mon cher père qui animait tout.". Elle décide alors de s'installer à Paris avec sa mère afin d'être plus près de son frère Jacques. Elle s'éteint d'un cancer dans sa maison de Latresne, après un ultime combat contre l'implantation d'un pylône dans son jardin, qui fait l'objet de sa nouvelle Le Pylône et la Maison. Peu de temps avant, elle est faite chevalier de la Légion d'honneur dans d'émouvantes circonstances. Venu le 1er mars 1938 à Bordeaux pour assister à la première en province de sa pièce Asmodée, son ami François Mauriac est reçu en grande pompe pour un déjeuner organisé par le Syndicat des journalistes de la presse quotidienne de Bordeaux, en présence du maire de Bordeaux, Adrien Marquet. L'après-midi, il se rend chez Jean Balde pour lui remettre la décoration. La Petite Gironde du 3 mars 1938 en rend compte sous une photographie où l'on voit Mauriac tenant la main de Balde dans son lit : « L'après-midi, au cours d'une cérémonie intime et infiniment émouvante, l'auteur du Mystère Frontenac a remis au délicat écrivain de La Maison au bord du fleuve la croix de chevalier de la Légion d'honneur. Mme Jean Balde, souffrant des suites d'une douloureuse opération et encore alitée, a écouté avec une joie qu'elle ne cherchait pas à dissimuler les éloges que lui a décernés M. François Mauriac. L'illustre écrivain, la gorge serrée par l'émotion, sut, comme il convenait, exprimer son admiration pour le scrupuleux talent de celle dont la République française a voulu aujourd'hui consacrer les mérites. Dominant sa faiblesse avec un réconfortant courage et à force de surhumaine énergie. Mme Jean Balde remercia François Mauriac et lui dit sa joie et sa fierté de recevoir les insignes d'une si haute distinction. Groupés autour de Mlles Eyquem, parentes du nouveau chevalier, ses amis étaient venus nombreux lui témoigner leur attachement et leur admiration. Tous étaient étreints par la plus poignante émotion, à considérer, clouée par la maladie, celle qui durant toute sa vie n'a cessé de peindre et de chanter les splendeurs de la nature, la peine et bonheur des hommes ». Deux mois plus tard, le 6 mai 1938, Mauriac et son épouse assistent à Latresne aux obsèques de Jean Balde.

## Œuvre

### Travail de fond, recherches et significations
Jeanne Alleman prend le pseudonyme de Jean Balde officiellement en 1911, lors de la publication de son premier roman, Les Ébauches. À travers ses œuvres principalement littéraires, elle nous livre à la fois une vision globale et personnelle de la société de la fin du XIXe au début du XXe siècle mais aussi une vue de la petite bourgeoisie de l'époque.
Son œuvre est centrée principalement sur un travail d'historienne. Elle dépeint le contexte historique de la société de la fin du XIXe siècle dans ses romans, tout en restant neutre. Elle est qualifiée d'historienne aussi dans la description réaliste littéraire des paysages présents dans ses œuvres. Les paysages du Sud-Ouest, en région Aquitaine, sont omniprésents avec la description notamment du Bigorre et de la Vallée de Campan dans son œuvre Les Liens de 1920.
L’ensemble de ces écrits se fonde sur des cadres historiques paysagers avec comme sujet principal la Gascogne, suivi de près par Bordeaux, sa ville natale, le Périgord, la Bigorre, Arcachon, et Lectoure,. D’ores et déjà présenté dans le texte, Jean Balde est reconnue pour son travail historique complexe qui permet une approche réaliste de ses romans.
Le caractère régionaliste est l'un des traits les plus reconnaissables dans son œuvre. Cependant, elle aborde également des sujets à la fois traditionnels et immortels, en renouvelant les thématiques de son temps. Les principaux thèmes sont ceux de la famille, des femmes de caractères, le souvenir, l’influence des lieux (en lien avec le travail et le contexte historique), la maison, la terre, les traditions ainsi que les ruptures.

### Correspondance avec Francis Jammes (1912-1934)
À la suite de la récompense de son fiancé, André Lafon de l’Académie française pour son œuvre L'Elève Gilles en 1912, elle publie un article citant Francis Jammes.

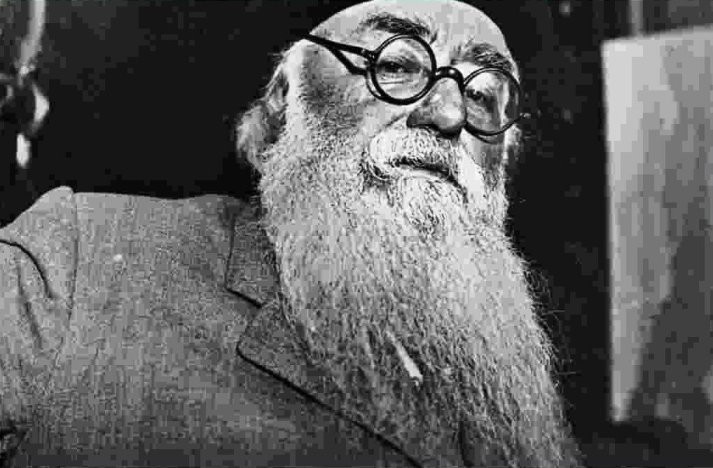
Portrait de Francis Jammes

« Quant à moi, je pense aux peintres qui nous apprirent la pureté du ciel de France, et qui ouvrirent aux beautés proches nos yeux fatigues par tant de sujets artificiels. Surtout, je pense à Francis Jammes et je sens bien que ces purs artistes, en nous désignant la vraie vie, ont merveilleusement rafraichit nos cœurs. » La Liberté du Sud-Ouest le 2 mai 1912.
Francis Jammes lui envoie une carte de remerciement et elle lui répond :
« La jeune fille qui signe Jean Balde fut profondément touchée en recevant la carte que vous avez bien voulu lui adresser… Vous êtes celui qui nous apprit tout, celui qui nous aide chaque jour dans la lente découverte des choses créées. Et notre âme se sent plus fraiche et plus simple d’avoir beaucoup regardé la vôtre » (2 juillet 1912).
S’ensuit une correspondance qui se termine en 1934, malgré une interruption due à la guerre entre 1914 et 1921. Dès 1921, ils reprennent leurs échanges en s’envoyant leurs œuvres qui aboutissent sur des articles critiques, s’aidant ainsi mutuellement dans la progression de leurs écrits. Jean Balde donne plusieurs conférences et lectures publiques sur Jammes et leur lien est très fort. À la suite de ces exercices, elle envoie de nombreux articles aux revues et au journal Le Quotidien dont « Deuxième et Troisième livres des quatrains », de Cloche pour deux mariages. D’autres entraides sont des preuves de leur amitié : Francis Jammes écrit un éloge de l’œuvre de Jean Balde Le Goéland de 1926 dans "le Correspondant", tandis que Jean Balde lui dédie en 1929 L'Arène brûlante où elle écrit : « J’inscris avec une affectueuse émotion, à la première page, votre nom aimé, ce nom qui rayonne sur le poésie de notre temps comme un astre solitaire et pur ».
Leur dernier échange date de la mort de la mère de Francis Jammes, où elle lui écrit : « Je pense tristement à vous, si aimant, dont le cœur doit être tout ébranlé comme un arbre déraciné… Celle qui s’en est allée a vu votre gloire. Vous avez fait son nom immortel. Et ceux qui croient, comme vous croyez, restent unis en Dieu (avril 1934).

### Thématiques
Une des particularités de Jean Balde, en plus de sa production régionale, est sa polyvalence. Elle écrit sous différentes formes : recueils de poèmes, pièces de théâtre, romans, essais…
Sa première publication date de 1908 lorsqu’elle fait paraître un recueil de poèmes, Âmes d'Artistes à la suite de son intégration dans le monde littéraire en 1903 au Cours Ruello[pas clair].
Jean Balde est très influencée par les différents contextes historiques mouvementés de son époque. Lors de la Première Guerre mondiale, elle publie Mausolées, heures de guerre en 1915, à la suite des nombreux morts et disparitions de ses amis romanciers, dont André Lafon.
Elle publie une pièce en un acte : La Comédie de Watteau en 1927, ainsi que plusieurs essais dont Un d'Artagnan de plume, Jean-François Bladé en 1930, consacré à son grand-oncle, et d’autres montrant son intérêt pour les femmes. La figure de la femme est une thématique récurrente sur laquelle elle va passer énormément de temps, notamment après la période de guerre. Par exemple de 1925 à 1928 elle gère "Les Cahiers Féminins", une organisation publiant des œuvres féminines internationales telles Les Dames de la Miséricorde en 1932, Madame Élisabeth en 1935, ou bien Jeunes filles de France en 1937.
Son dernier roman et ouvrage La Maison au bord du fleuve, souvenirs bordelais de 1937, évoque notamment la société bordelaise et la vie girondine au début du XXe siècle, concluant en quelque sorte son Œuvre.

### Ses publications
- Âmes d'Artistes, Paris, E. Sansot, 1908 (Prix Archon-Despérouses de l'Académie française) ;
- Les Ébauches, Paris, Plon, 1911 ;
- Mausolées, heures de guerre, Paris, Plon, 1916 (Prix Archon-Despérouses de l'Académie française) ;
- Les Liens, Paris, Plon, 1920 ;
- La Vigne et la Maison, Paris, Plon, 1922. Prix Northcliffe 1923. Rééd. Bordeaux, l'Horizon Chimérique, 1993 (Présentation [archive] par François Mauriac) ;
- La Survivante, Paris, Plon, 1923 ;
- Préface de Le Bonheur des autres de Marie Lenéru, Paris, Bloud et Gay, 1925 (les Cahiers féminins) ;
- Le Goéland, Paris, Plon, 1926, rééd. Bordeaux, l'Horizon Chimérique, 1992 ; Bordeaux, Le Festin (avec une préface de Jean-Marie Planes), 2015 ;
- La Comédie de Watteau, pièce en 1 acte en vers, Plon, 1927 ;
- Reine d'Arbieux, Paris, Plon, 1928 (Grand prix du roman de l'Académie française) ;
- Aiguillages, Paris, Bloud et Gay, 1928 (les Cahiers féminins), nouvelles ;
- L'Arène brûlante, Paris, Plon, 1929 ;
- Un d'Artagnan de plume, Jean-François Bladé, Paris, Plon, 1930 ;
- Les Rogations, Paris, Flammarion, 1931 (coll. Les Belles Fêtes) ;
- Les Dames de la Miséricorde, Paris, Grasset, 1932 (Coll. les Grands Ordres monastiques et instituts religieux) ;
- La Touffe de Gui ou Mademoiselle de Saint-Ciers, Paris, Plon, 1933 ;
- La Maison Marbuzet, Paris, Plon, 1934 ;
- Madame Elisabeth, Paris, SPES, 1935 ;
- Le Pylône et la Maison, La Brochure rouge, La Porte dérobée, nouvelles, Paris, Plon, 1936 ;
- Jeunes Filles de France, Paris, SPES, 1937 ;
- La Maison au Bord du Fleuve, souvenirs bordelais, Bordeaux, Delmas, 1937 ; rééd. Bordeaux, l'Horizon Chimérique, 1990 ; Bordeaux, Le Festin (avec une préface de Jean-Marie Planes), 2014.

## Prix et distinctions
Tout au long de sa vie, Jean Balde reçoit des prix et des distinctions pour son œuvre:
- 1909 - Prix Archon-Despérouses pour son recueil Âmes d’Artistes ;
- 1911 - Prix des Annales Politiques et Littéraires pour Les Ébauches ;
- 1917 - Prix Archon-Despérouses pour son recueil de poésie Mausolées, heures de guerre ;
- 1923 - Prix Northcliffe pour son roman La Vigne et la Maison ;
- 1928 - Grand prix du roman de l'Académie française pour son roman Reine d’Arbieux ;

## Décoration
- Chevalier de la Légion d'honneur (1938)

## Postérité

### Exposition
Jean Balde est l’une des figures majeures de la ville de Latresne. Cette commune du Sud-Ouest entretient sa mémoire par des expositions et des événements culturels.

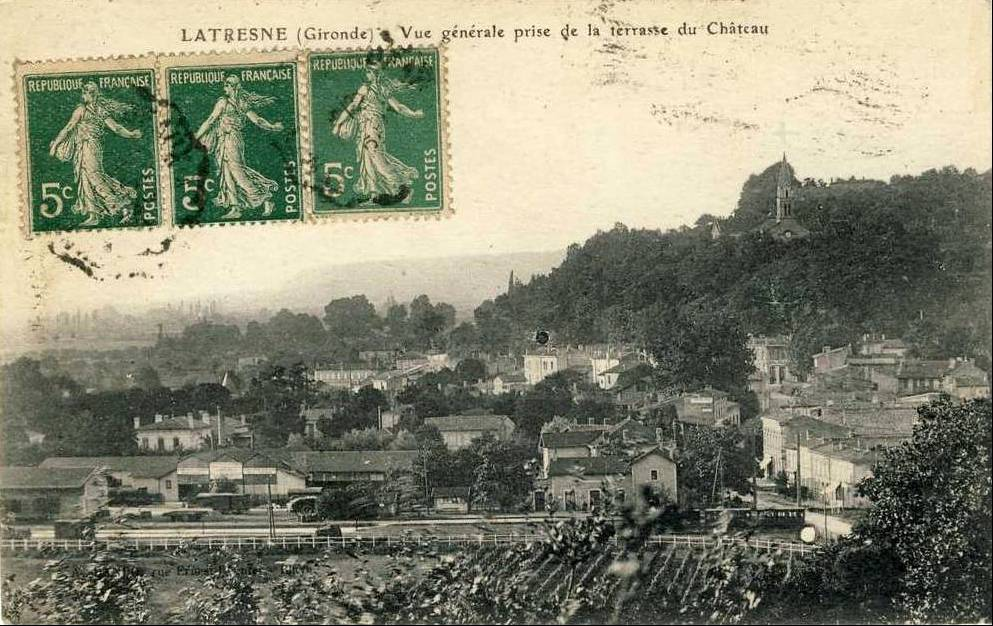
Latresne - vue générale

Une première exposition, « Latresne, au temps de Jean Balde 1885-1938 » a lieu en décembre 1982 au foyer communal et une seconde en 2009 à la médiathèque de la ville.
La thématique des Journées européennes du patrimoine de 2010 « Des hommes et des femmes qui ont construit son Histoire » permet à l’association Patrimoine en scène, de proposer une présentation et une déambulation des lieux et personnages emblématiques de Latresne. L'événement permet de rendre hommage à Jean Balde.

### Persistance de sa mémoire dans la culture locale
Jean Balde rencontre un succès littéraire posthume, son nom et ses romans continuent de résonner dans la mémoire régionale.
Le journal Le Festin en 2014 organise et regroupe des événements culturels pour présenter les richesses artistiques de la région bordelaise. L’œuvre littéraire de Jean Balde y est nommée par la librairie Mollat qui organise une rencontre littéraire s’intitulant « Patrimoine littéraire aquitains ». La Maison au bord du fleuve, souvenirs bordelais de Jean Balde, Espagnes de Louis Emié et De la sincérité envers soi-même de Jacques Rivière sont au centre de cet échange.
Jean Balde est citée à de multiples reprises dans la presse locale pour ses descriptions des paysages aquitains. Elle est une référence pour le régionalisme. Dans le no 76 du Républicain du Bazadais du 12 août 1967, un article relate l’inauguration du centre d’accueil du syndicat d’initiative du canton de Villandraut, qui a pour but de dynamiser le territoire du canton. Jean Balde est citée pour la glorification qu’elle fait dans ces textes des prestigieux vins de Sauternes et de Barsac. Sa mention dans les archives de la ville de Bazas s’explique par la localisation de maison de vacance de ses grands-parents à Saint-Côme. Dans le no 161 du 29 mars 1969, Roger Galy écrit un article pour la parution de son nouveau livre : Andernos, promenades historiques des origines à nos jours. Jean Balde y est cité parmi les célébrités qui ont eu un impact à Andernos. Elle fait partie des personnages historiques de la ville de Bordeaux. Elle figure ainsi dans Les illustres de Bordeaux, d'André Desforges publié en 2013, qui regroupe les figures majeures de la ville.
Aussi, elle est l’image d’une femme indépendante en quête d’égalité et d’identité. Dans son roman, La Vigne et la Maison, elle témoigne de la rudesse d’être une femme et de la difficulté de s’imposer dans les affaires. Elle démontre que les femmes peuvent y parvenir. C'est pourquoi, lors de la Journée internationale des femmes le 8 mars 2020, une conférencière de l’Association des Guides de Nouvelle-Aquitaine l'a fait découvrir dans une conférence qui se nommait « Trois femmes remarquables : Flora Tristan, Rosa Bonheur et Jean Balde ».

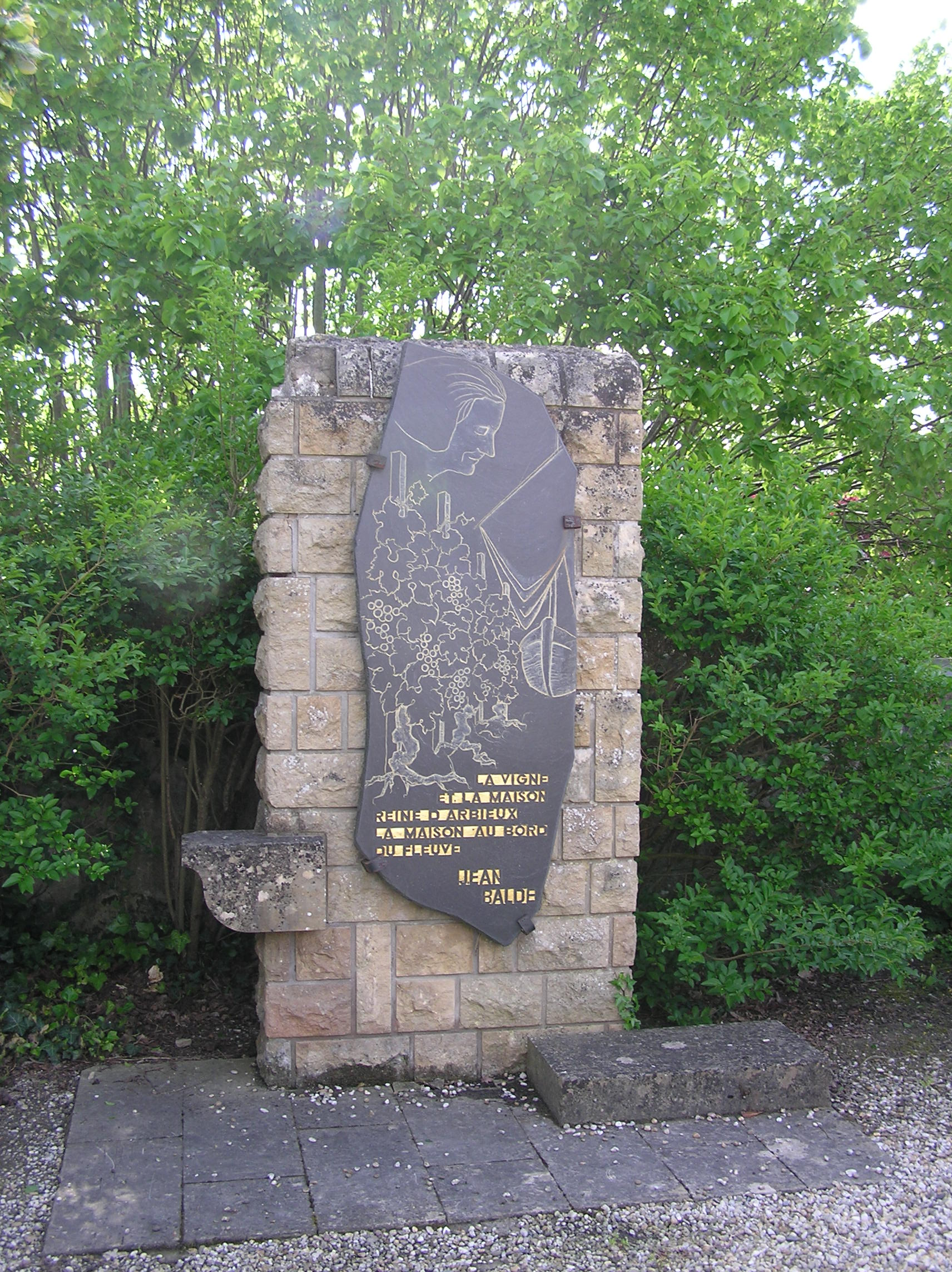
Jean Balde hommage à Latresne

### Hommage à Latresne
Jean Balde passe une grande partie de sa vie à Latresne, sa ville de cœur. Lorsque survient la maladie, Latresne devient son havre de paix, c'est un lieu calme et serein pour se reposer.
François Mauriac, l’un de ses plus proches amis témoigne de sa tristesse à la perte de Jean Balde. Ce dernier s’est rendu à Latresne lors de l’enterrement de l’écrivaine. Dans un article paru dans le journal, il lui rend hommage en explicitant ses mérites et son courage. La ville lui érige un monument à son nom en juillet 1957. Cette stèle commémorative illustre la reconnaissance que lui accordent la ville et ses habitants. Elle est décorée par les titres de ses écrits et se trouve en face de la mairie. Cette localisation dans la ville est le reflet de la place de Jean Balde à Latresne.
La reconnaissance est toujours d’actualité. La rue principale de la ville qui mène à la mairie porte son nom. Un club du troisième âge a choisi d’utiliser l’identité de Jean Balde pour nommer le club. Une randonnée qui fait le tour de la ville et qui vise à montrer les monuments et sites patrimoniaux porte aussi son nom. Ces témoignages sont dignes d’intérêt : Jean Balde retentit encore aujourd’hui dans la mémoire régionale.

## Sources et bibliographie
- Renée Jardin, « Le Grand Prix du roman : Mme Jean Balde », Optima, 1er décembre 1928, p. 3 - lire en ligne [archive] sur Gallica
- Société philomatique, Revue philomatique de Bordeaux et du Sud-Ouest, 1936-1939, en ligne sur Gallica
- Luce Laurand, Jean Balde et la Gascogne, Bulletin de la société archéologique du Gers, 1er trimestre 1960 Gallica [archive]
- Louis-Georges Planes, Mon amie Jean Balde, in Actes de l'Académie de Bordeaux, 1962
- Jean-Pierre Dupras, Une nouvelle encyclopédie régionale: Bordelais-Gironde, Compte-rendu, Paris, Edition Bonneton, 1990, In: Annales du Midi : revue archéologique, historique et philologique de la France méridionale, Tome 104, No 197, 1992. Le clergé méridional, ombres et lumières, XIIIe – XVIIIe siècles. p. 106-107. En ligne sur Persée.
- Jacques Monférier, Jean Balde, Bordeaux, Mollat, 1997.  (ISBN 978-2-9093-5140-7)
- Michel Suffran, Sur une génération perdue. Les écrivains de Bordeaux et de la Gironde au début du XXe siècle, Bordeaux, Le Festin, 2005   (ISBN 978-2-9152-6218-6).
- Denise Gellini, Visages du Sud-Ouest dans l’œuvre de Jean Balde, Paris, Le Jardin d’Essai, 2011.  (ISBN 978-2-911822-65-0)
- Michel Haurie, Bulletin, Association Francis Jammes, Francis Jammes et Jean Balde, une amitié, Orthez, 2011-12, en ligne sur Gallica
- , vol. 1, Bordeaux, Dossiers d'Aquitaine, 2013, 80 p.  (ISBN 978-2-84622-232-7), présentation en ligne [archive])
- Denise Gellini, Balde, Jean (1885-1938), en ligne sur Pireneas, 2013.
- Michel Haurie, Bulletin, Association Francis Jammes, Orthez, 2017-07, en ligne sur Gallica